# Steven Burke
Steven James Burke (Burnley, 4 de marzo de 1988) es un deportista británico que compitió en ciclismo en las modalidades de pista, especialista en la pruebas de persecución por equipos, y ruta.
Participó en tres Juegos Olímpicos de Verano, entre los años 2008 y 2016, obteniendo en total tres medallas, bronce en Pekín 2008, oro en Londres 2012 y oro en Río de Janeiro 2016, las dos medallas de oro las obtuvo en la prueba de persecución por equipos (en 2012 con Edward Clancy, Geraint Thomas y Peter Kennaugh, y en 2016 con Edward Clancy, Owain Doull y Bradley Wiggins).
Ganó seis medallas en el Campeonato Mundial de Ciclismo en Pista entre los años 2010 y 2016, y seis medallas en el Campeonato Europeo de Ciclismo en Pista entre los años 2010 y 2018.
Burke fue nombrado miembro de la Orden del Imperio Británico (MBE) en el año 2012 por sus éxitos deportivos.

## Medallero internacional
| Juegos Olímpicos   | Juegos Olímpicos          | Juegos Olímpicos  | Juegos Olímpicos        |
| Año                | Lugar                     | Medalla           | Competición             |
| ------------------ | ------------------------- | ----------------- | ----------------------- |
| 2008               | Pekín ( China)            | Medalla de bronce | Persecución individual  |
| 2012               | Londres ( Reino Unido)    | Medalla de oro    | Persecución por equipos |
| 2016               | Río de Janeiro ( Brasil)  | Medalla de oro    | Persecución por equipos |
| Campeonato Mundial |                           |                   |                         |
| Año                | Lugar                     | Medalla           | Competición             |
| 2010               | Ballerup ( Dinamarca)     | Medalla de plata  | Persecución por equipos |
| 2011               | Apeldoorn ( Países Bajos) | Medalla de bronce | Persecución por equipos |
| 2012               | Melbourne ( Australia)    | Medalla de oro    | Persecución por equipos |
| 2013               | Minsk ( Bielorrusia)      | Medalla de plata  | Persecución por equipos |
| 2015               | Saint-Quentin ( Francia)  | Medalla de plata  | Persecución por equipos |
| 2016               | Londres ( Reino Unido)    | Medalla de plata  | Persecución por equipos |
| Campeonato Europeo |                           |                   |                         |
| Año                | Lugar                     | Medalla           | Competición             |
| 2010               | Pruszków ( Polonia)       | Medalla de oro    | Persecución por equipos |
| 2011               | Apeldoorn ( Países Bajos) | Medalla de oro    | Persecución por equipos |
| 2013               | Apeldoorn ( Países Bajos) | Medalla de oro    | Persecución por equipos |
| 2015               | Grenchen ( Suiza)         | Medalla de oro    | Persecución por equipos |
| 2016               | Saint-Quentin ( Francia)  | Medalla de bronce | Persecución por equipos |
| 2018               | Glasgow ( Reino Unido)    | Medalla de bronce | Persecución por equipos |

1. 1 2 3  Compitió en la ronda de clasificación.

## Palmarés
2007
- Campeón de Gran Bretaña de scratch
- Campeón de Gran Bretaña de Persecución por Equipos

2008
- 3.º en el Campeonato Olímpico Persecución
- Campeón de Gran Bretaña de Persecución
- 2.º en el Campeonato de Reino Unido en Kilómetro
- 3.º en el Campeonato de Reino Unido en Madison

2009
- Campeón de Gran Bretaña del kilómetro

2010
- 2.º en el Campeonato Mundial Persecución por Equipos (haciendo equipo con Andrew Tennant, Ben Swift y  Ed Clancy)
- Campeonato Europeo Persecución por Equipos (haciendo equipo con Jason Queally, Ed Clancy y Andrew Tennant)

2011
- 3.º en el Campeonato Mundial Persecución por Equipos (haciendo equipo con Andrew Tennant, Samuel Harrison y  Peter Kennaugh)
- Campeonato Europeo Persecución por Equipos (haciendo equipo con Geraint Thomas,  Ed Clancy y Peter Kennaugh)
- Campeón de Gran Bretaña en persecución
- 2.º en el Campeonato de Reino Unido en Kilómetro

2012
- Campeonato Olímpico Persecución por Equipos (haciendo equipo con Peter Kennaugh, Geraint Thomas y Ed Clancy)
- Campeonato Mundial Persecución por Equipos (haciendo equipo con Geraint Thomas, Edward Clancy y Peter Kennaugh)

2013
- 2.º en el Campeonato Mundial Persecución por Equipos (haciendo equipo con Edward Clancy, Samuel Harrison y  Andrew Tennant)
- Campeonato Europeo Persecución por Equipos (haciendo equipo con Owain Doull, Edward Clancy y Andrew Tennant)
- 2.º en el Campeonato de Reino Unido en Persecución
- 2.º en el Campeonato de Reino Unido en Scratch

2014
- 2.º en el Campeonato de Reino Unido en Persecución

2015
- 2.º en el Campeonato Mundial Persecución por Equipos (haciendo equipo con Owain Doull, Edward Clancy y Andrew Tennant)
- Campeonato Europeo Persecución por Equipos (haciendo equipo con Bradley Wiggins,  Owain Doull y Andrew Tennant)
- 2.º en el Campeonato de Reino Unido en Kilómetro

2016
- Campeonato Olímpico Persecución por Equipos (haciendo equipo con Edward Clancy, Bradley Wiggins y Owain Doull)